# 蝙蝠岳
蝙蝠岳（こうもりだけ）は、静岡県静岡市葵区の赤石山脈（南アルプス）中部に位置する標高2,865 mの山。

## 概要
南アルプス国立公園内の塩見岳から南東に延びる枝尾根上にある。以前は大井川東俣から山頂付近まで林道が延び、盛んに木材の伐採が行われていた。「釜沢岳」の古称もあった。周辺の山域は特種東海製紙株式会社の井川社有林である。山頂部は森林限界のハイマツ帯の砂礫地である。

## 登山

### 登山ルート
麓から離れた奥深い位置にあるため訪れる登山者は少ない。赤石山脈の主稜線の塩見岳から往復するか、南東の二軒小屋ロッジから徳右衛門岳（2598.52m、点名「飛瀬」三等三角点）を経て至る稜線上の登山道がある。
- 塩見岳からのルート　塩見岳 - 北俣岳 - 蝙蝠岳
- 二軒小屋ロッジからのルート　二軒小屋ロッジ - 中部電力管理棟 - 徳右衛門岳 - 蝙蝠岳

### 周辺の山小屋
登山口や稜線上には、山小屋とキャンプ指定地がある。
| 名称           | 所在地         | 標高 (m) | 蝙蝠岳からの 方角と距離(km) | 収容 人数 | キャンプ 指定地 | 備考     |
| -------------- | -------------- | -------- | --------------------------- | --------- | --------------- | -------- |
| 塩見小屋       | 塩見岳北西     | 2,760    | 北西 3.8                    | 40        |                 | 水場15分 |
| 二軒小屋ロッジ | 大井川上流左岸 | 1,500    | 南東 7.4                    | 48        | テント20張      | 給水施設 |

## 地理

### 周辺の山

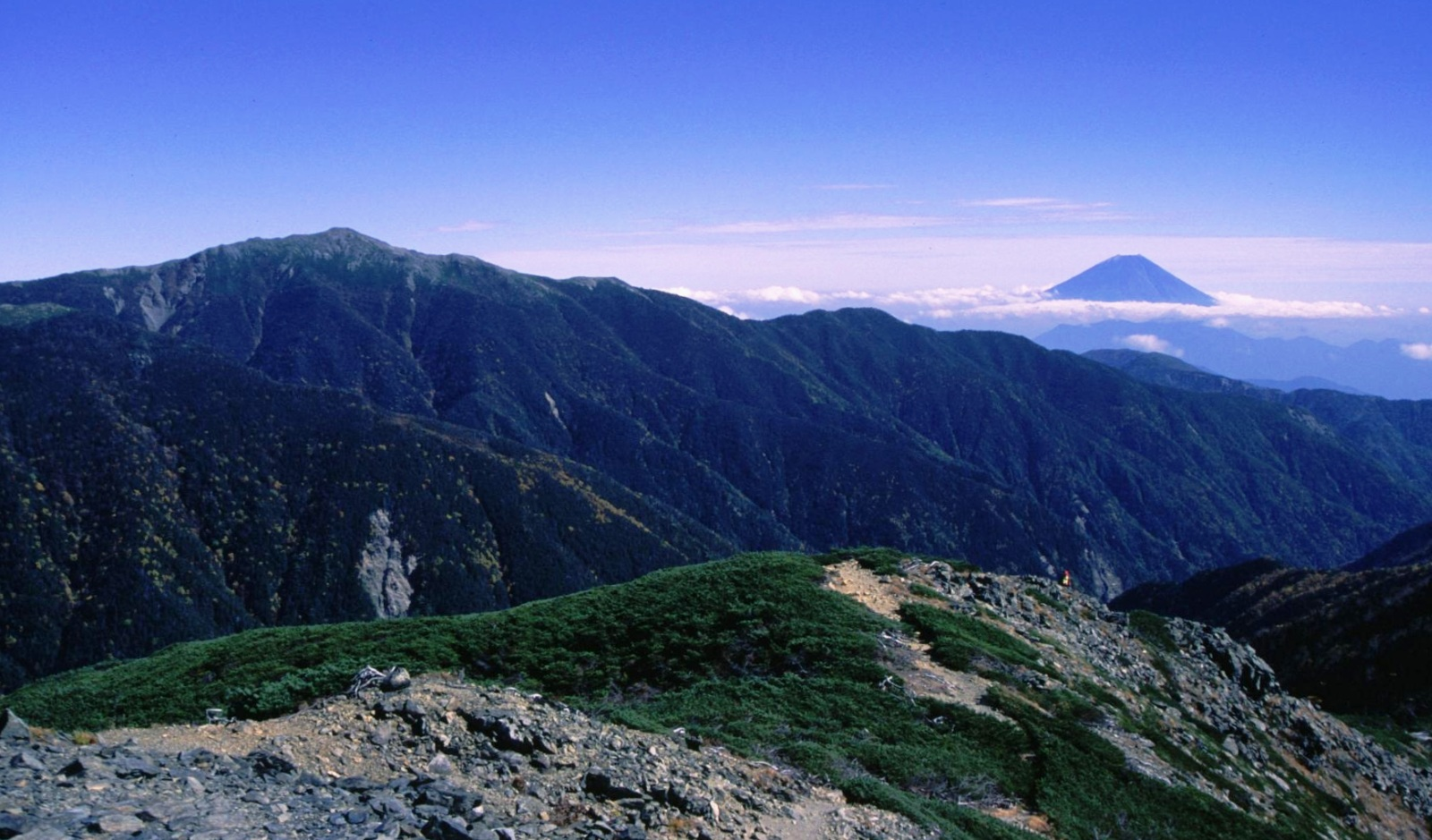
小河内岳から望む蝙蝠岳と富士山

| 山容 | 山名     | 標高 (m) | 三角点等級 基準点名 | 蝙蝠岳からの 方角と距離(km) | 備考             |
| ---- | -------- | -------- | ------------------- | --------------------------- | ---------------- |
|      | 広河内岳 | 2,895    |                     | 北東 6.0                    |                  |
|      | 塩見岳   | 3,046.86 | 二等 「塩見山」     | 北西 2.9                    | 日本百名山       |
|      | 蝙蝠岳   | 2,864.69 | 三等 「中俣」       | 0                           |                  |
|      | 烏帽子岳 | 2,726    |                     | 西 4.9                      |                  |
|      | 小河内岳 | 2,801.56 | 二等 「小河内」     | 南西 5.4                    | 小河内岳避難小屋 |
|      | 悪沢岳   | 3,141    |                     | 南 6.6                      | 日本百名山       |

### 源流の河川
源流となる以下の大井川の支流は、太平洋へ流れる。
- 北俣、上四郎作沢　（大井川西俣の支流）
- 森尾沢、長瀞沢　（大井川本流東俣の支流）

## 蝙蝠岳と展望
山頂は見晴らしが良く、富士山、塩見岳・荒川岳・白峰南嶺などの南アルプスの山々が望める。

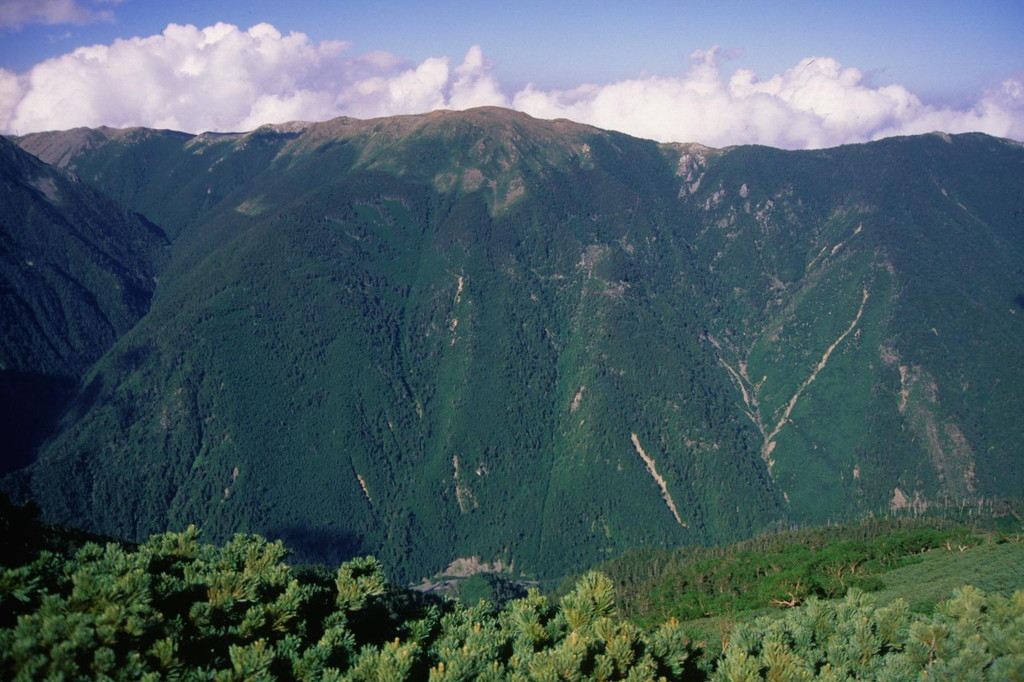
蝙蝠岳から望む白峰南嶺の白河内岳
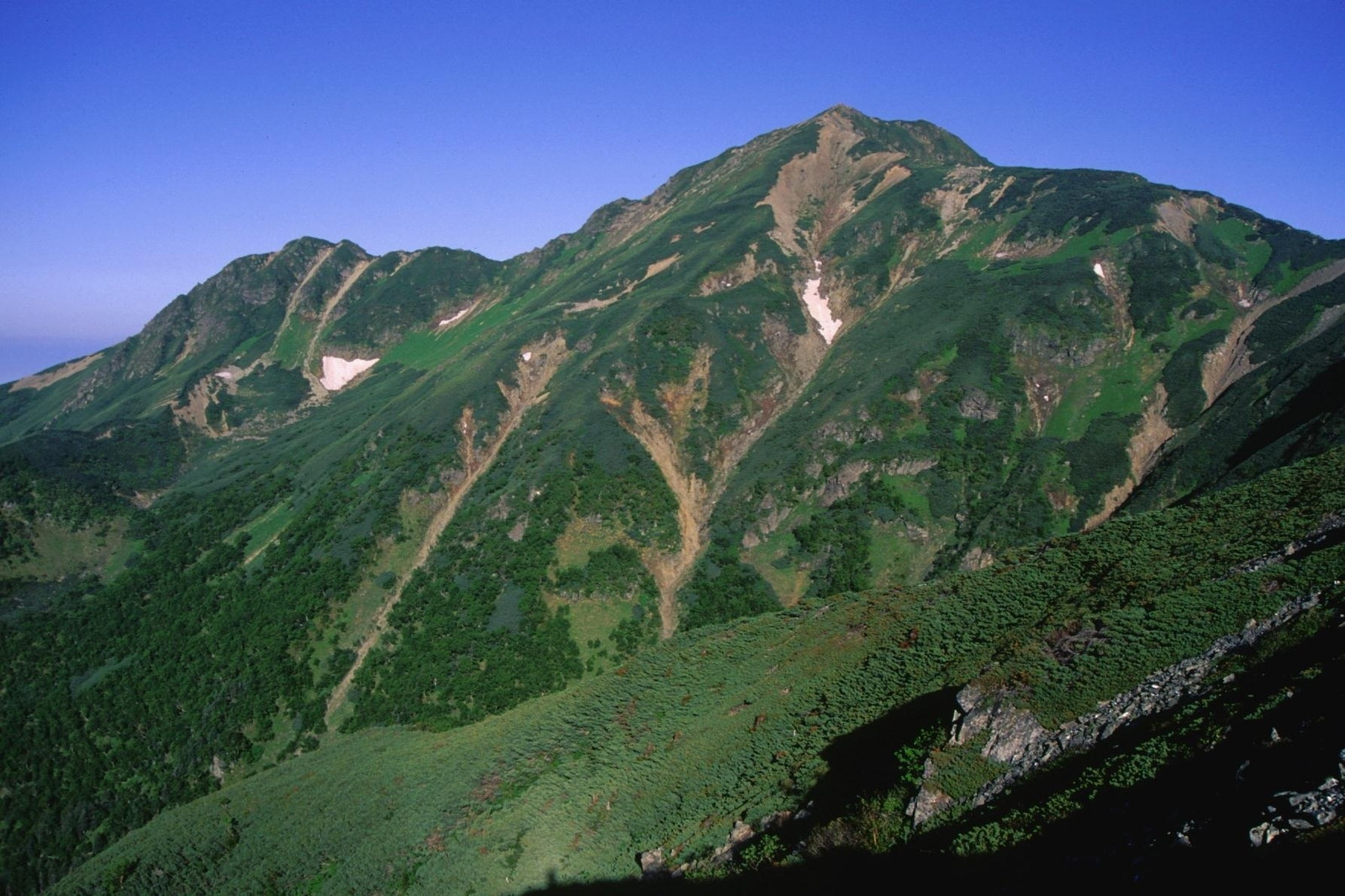
蝙蝠岳の稜線から望む 塩見岳
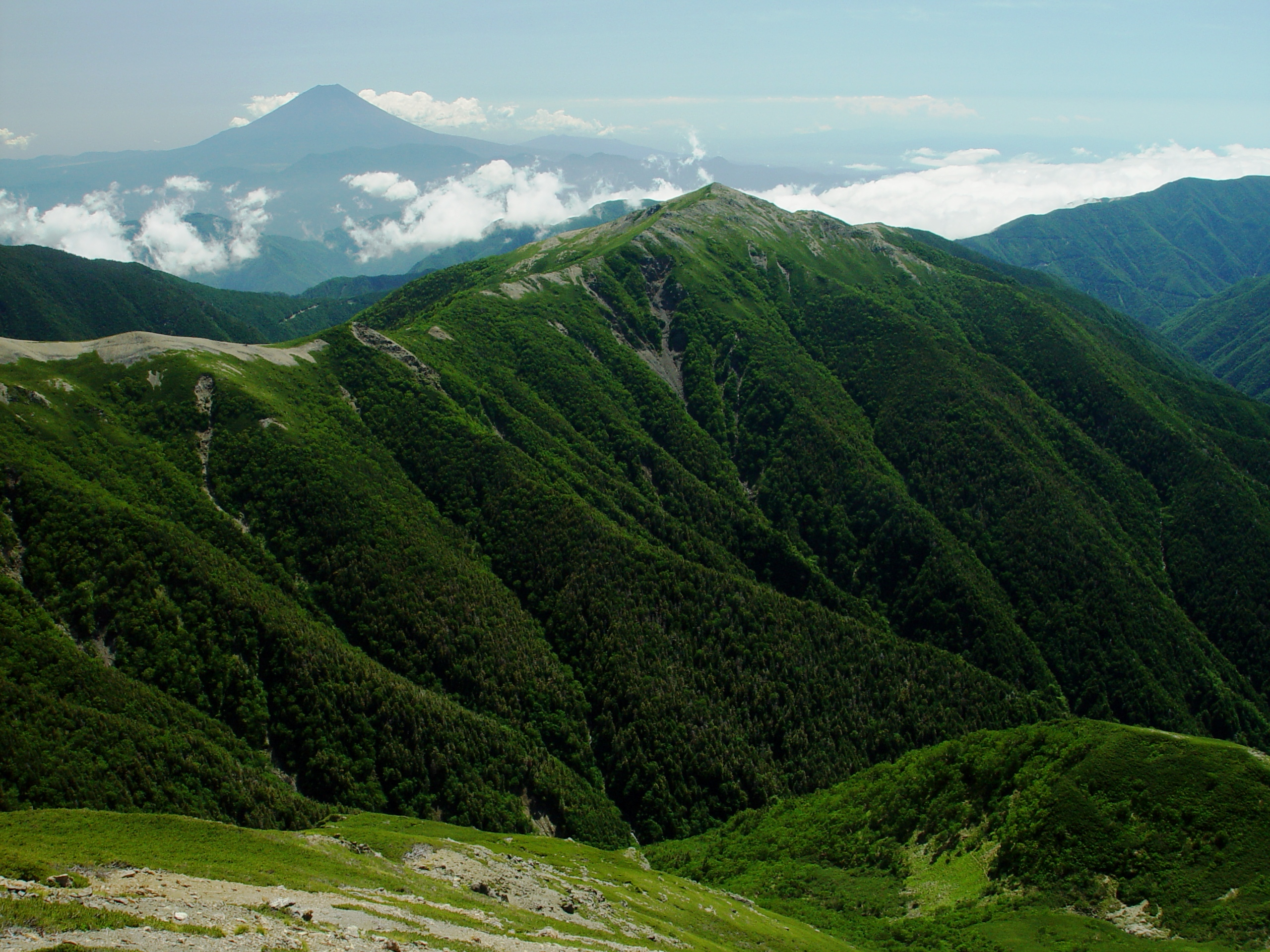
塩見岳から望む 蝙蝠岳と富士山
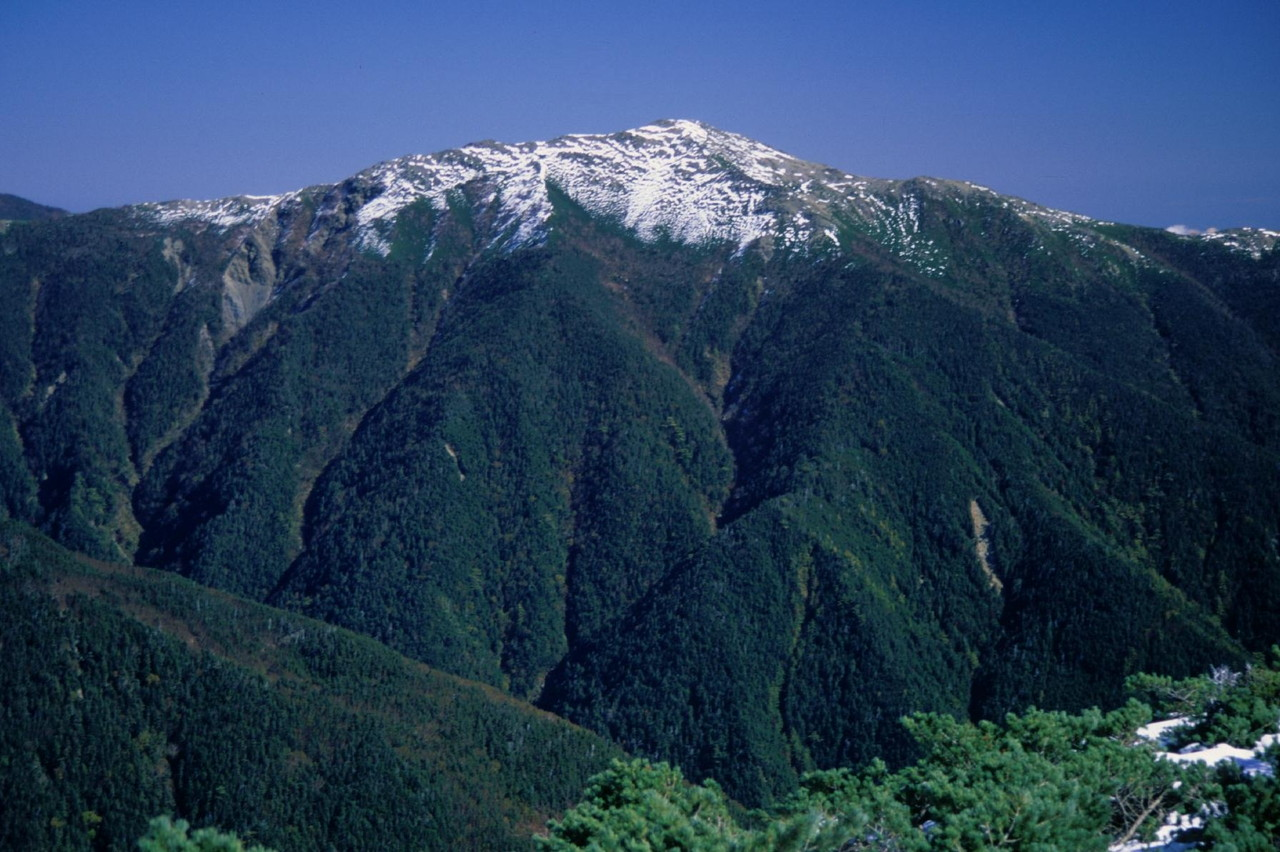
小河内岳から望む 蝙蝠岳

## 関連図書
- 『アルペンガイド10 南アルプス』山と溪谷社〈ヤマケイ・アルペンガイド〉、2009年6月。ISBN 9784635013581。
- 『改訂版 静岡県の山』山と溪谷社〈新・分県登山ガイド・改訂版〉、2009年12月、46-48頁。ISBN 9784635023719。